# Beverly (Massachusetts)
Vista da praia em Beverly, 1860, quadro de John Frederick Kensett.
Beverly é uma cidade no Condado de Essex, em Massachusetts, nos Estados Unidos. No Censo de 2010 tinha uma população de 39.502 habitantes e uma densidade populacional de 675,1 pessoas por km².

## Geografia
Beverly encontra-se localizada nas coordenadas 42° 33′ 31″ N, 70° 50′ 38″ O. Segundo a Departamento do Censo dos Estados Unidos, Beverly tem uma superfície total de 58.51 km², da qual 39.09 km² correspondem a terra firme e (33.19%) 19.42 km² é água.

## Demografia
Segundo o censo de 2010, tinha 39.502 pessoas residindo em Beverly. A densidade populacional era de 675,1 hab./km². Dos 39.502 habitantes, Beverly estava composto pelo 93.33% brancos, o 1.64% eram afroamericanos, o 0.16% eram amerindios, o 1.74% eram asiáticos, o 0.06% eram insulares do Pacífico, o 1.48% eram de outras raças e o 1.6% pertenciam a duas ou mais raças. Do total da população o 3.54% eram hispanos ou latinos de qualquer raça.